# Bdellonemertea
Bdellonemertea – takson w obrębie wstężnic (Nemertea) tradycyjnie klasyfikowany w randze monotypowego rzędu z – również monotypową – rodziną Malacobdellidae. Zaliczany do niej rodzaj Malacobdella obejmuje kilka gatunków będących komensalami mięczaków. Żyją w jamie płaszczowej morskich małży, a jeden w jamie płaszczowej słodkowodnych ślimaków.
Proboscis jest pozbawiony sztyletu i wraz z otworem gębowym otwiera się do wspólnego przedsionka (atrium). Przezroczyste ciało ma pijawkowaty kształt. Na tylnym odcinku ciała znajduje się prosta przyssawka. 
Malacobdella odżywiają się drobnymi zwierzętami i glonami dostającymi się do jamy płaszczowej gospodarza. Przechodzą rozwój prosty. 
Analizy filogenetyczne oparte na wynikach badań molekularnych sugerują, że rodzaj Malacobdella zawiera się w kladzie Monostilifera (jeden z podrzędów Hoplonemertea). Dlatego badacze sugerują, by zaliczyć rodzinę Malacobdellidae do Monostilifera i zaprzestać stosowania nazwy Bdellonemertea.

## Gatunki
- Malacobdella arrokeana
- Malacobdella grossa
- Malacobdella japonica
- Malacobdella macomae
- Malacobdella minuta
- Malacobdella siliquae